# Puerto Cabello
Puerto Cabello ist eine Stadt und der größte Hafen des Landes an der Nordküste von Venezuela im Bundesstaat Carabobo. Sie befindet sich etwa 75 Kilometer westlich von Caracas.

## Geschichte
Der Hafen wurde in der Mitte des 16. Jahrhunderts gegründet, da dessen strategisch günstige Lage das Anlegen von ganzen Flotten der spanischen Armada ermöglichte. Puerto Cabello bedeutet übersetzt Haar-Hafen.
Während der Besiedlung des Landes entwickelte sie sich mit dem Export von Kakao, Kaffee und Baumwolle zu einem bedeutenden Handelszentrum. Dies machte es zu einem beliebten Angriffsziel von Piraten, sodass die Spanier die Festung San Felipe zur Verteidigung errichteten.
Während des Unabhängigkeitskrieges war Puerto Cabello der letzte Stützpunkt der Spanier, bis es 1823 von José Antonio Páez erobert wurde.
Von 1842 bis 1844 lebte Edward Wilmot Blyden in der Stadt.
1882 wurde hier der Lyriker Wilhelm Lehmann, 1892 der Komponist und Violinist Augusto Brandt geboren.

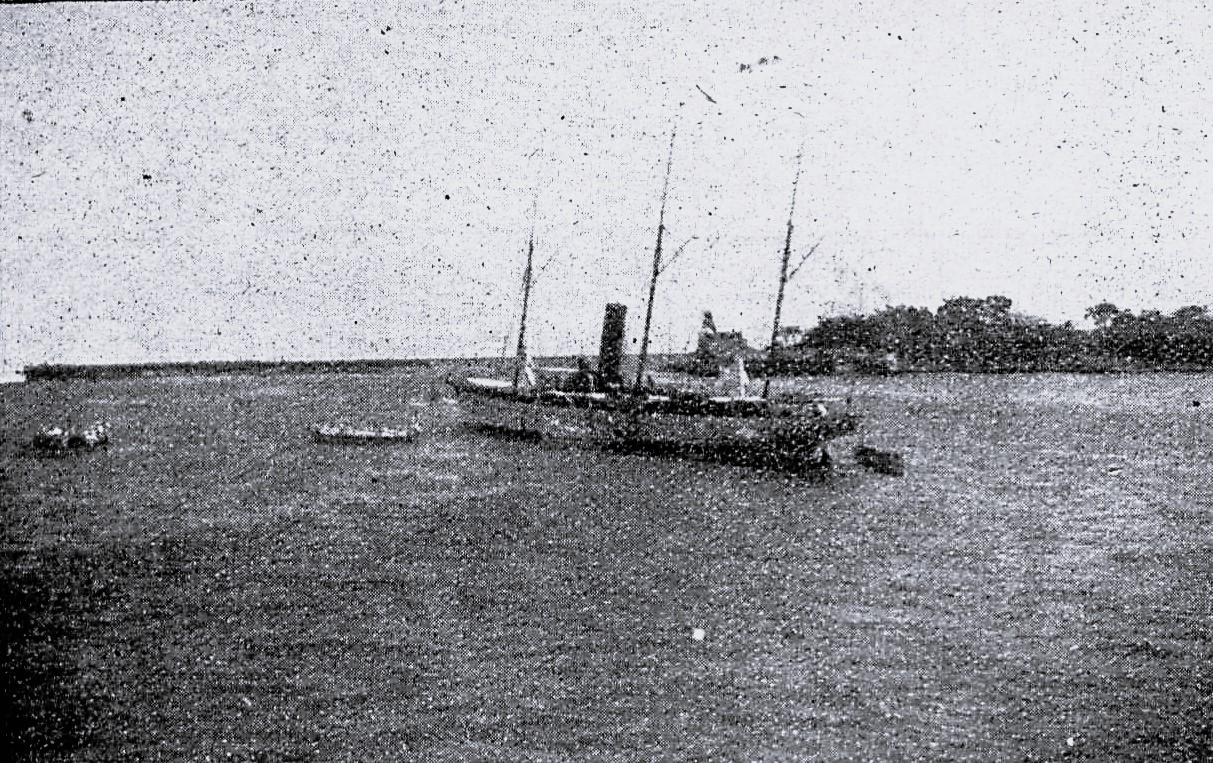
Die deutsche Crew verlässt die Restaurador

Die während der Venezuela-Krise gekaperte und darauf 75 Tage unter dem Kommando von Titus Türk stehende Restaurador wurde nach dem Ende der Krise in Porto Cabello wieder zurückgegeben.

## Sehenswürdigkeiten
Puerto Cabello verbindet Valencia mit der Karibik. Von hier aus erreicht man die Strände von Patanemo bzw. über Morón den Nationalpark Morrocoy im Bundesstaat Falcón.
Die Altstadt hat immer noch einige Straßen mit Kolonialarchitektur. Am Hafen befindet sich die alte Festung von San Felipe, die in der ersten Hälfte des 18. Jahrhunderts von den Spaniern gebaut wurde. In der Nähe von Puerto Cabello befindet sich die Festung Solano.
Der alte Friedhof hat eine Anzahl Gräber deutscher Einwanderer des 19. Jahrhunderts.
Die Isla Larga (Lange Insel) wird von Tauchern besucht.

## Söhne und Töchter der Stadt
- Pablo Armitano (1924–1998), Trompeter, Militärkapellmeister und Musikpädagoge
- Renato Capriles (1931–2014), Musiker und Orchesterleiter
- José Altuve (* 1990), Baseballspieler